# Saligny (Constanța)
Saligny é uma comuna romena localizada no distrito de Constanţa, na região de Dobruja. A comuna possui uma área de 32.47 km² e sua população era de 2415 habitantes segundo o censo de 2007.